# Ordoño II.
Ordoño II. Leonski (o. 873. – 924.) bio je kralj Galicije i Leona.

## Životopis
Ordoño je bio sin Alfonsa III. Velikog i kraljice Himene. Nazvan je po svome djedu. Bio je brat Fruele II. Gubavca i Garcíje I.
Otac ga je poslao u Zaragozu da se obrazuje. Nakon što mu je otac umro 910. godine, Ordoño je postao kralj Galicije, dok je Fruela vladao Asturijom.
Nakon što mu je umro brat García, kralj Leona, Ordoño je zauzeo i prijestolje tog kraljevstva. 
Udružio se sa Sančom I. Pamplonskim protiv emira Abd-ar-Rahmana III.
Ženio se tri puta. Njegove su supruge bile Elvira Menéndez, Aragonta González i Sanča Pamplonska.
Bio je otac Sanča Ordóñeza, Alfonsa IV. Leonskog i Ramira II. Leonskog te djed Ordoña IV. Leonskog, Ordoña III. Leonskog, Sanča I. i Elvire Ramírez.
Naslijedio ga je brat Fruela.